# Radkowszczyzna
Radkowszczyzna (również Ratkowszczyzna, Rotkowszczyzna) (biał. Роткаўшчына, ros. Ротковщизна, Радковщизна, Ротковщина) – nieistniejąca wieś, majątek i folwark na Białorusi, w rejonie smolewickim obwodu mińskiego, około 12,5 km na południe od Smolewicz. Folwark tego majątku znajdował się na terenie obecnej wsi Pekalin (biał. Пекалін).

## Historia

### Własność
Radkowszczyzna w XVIII wieku należała do hetmana wielkiego litewskiego Michała Kazimierza Ogińskiego, będąc częścią wielkiego klucza śmiłowickiego. Podobnie jak wiele majątków Moniuszków na wschód od Mińska, w 1791 roku trafiła do sędziego Stanisława Moniuszki herbu Krzywda i jego żony Ewy z domu Woyniłłowicz (~1770–1840), w 1812 roku zaś była już własnością ich drugiego syna Dominika (1788–1848). Po śmierci Dominika (na cholerę) dobra te przeszły na jego młodszego brata Czesława (1790–1870), który był żonaty z Elżbietą z domu Madżarską (Madziarską) (~1790–1850) herbu Dar. Ich synem był Stanisław Moniuszko, wielki polski kompozytor, który spędzał tu część dzieciństwa. Czesław – przez niumiejętne zarządzanie – znacząco pomniejszył fortunę Moniuszków. Po jego śmierci wdowa po Stanisławie, Aleksandra z domu Müller, sprzedała majątek panu Drauslau, a następnie, za 4 tysiące rubli, kupił go Anglik Gardiner. Według innego źródła po śmierci Czesława właścicielami Radkowszczyzny były rodziny Downarów, Stankiewiczów, Górskich i Murawskich.
Stanisław Moniuszko, za każdym razem, gdy był na Białorusi, odwiedzał Radkowszczyznę i tamtejszy grób swoich rodziców.

### Przynależność administracyjna
W XVIII wieku dobra te leżały na terenie województwa mińskiego Rzeczypospolitej Obojga Narodów. W wyniku II rozbioru Polski Radkowszczyzna znalazła się w 1793 roku w Imperium Rosyjskim. W 1870 roku należała do gminy Wierchmień w ujeździe ihumeńskim guberni mińskiej. 15 września 1919 roku gmina wraz z powiatem ihumeńskim weszła w skład administrowanego przez Zarząd Cywilny Ziem Wschodnich okręgu mińskiego. Po wytyczeniu granicy wschodniej gmina znalazła się poza terytorium II Rzeczypospolitej, na terytorium ZSRR, od 1991 roku – na terenie Białorusi. 
Jeszcze w 1926 roku wieś była odnotowywana na terenie sielsowietu Wierchmień (biał. Верхмень). Dwór Rotkowszczyzna zaznaczony jest również na mapie WIG z 1933 roku.
Dziś nie ma śladu ani po wsi ani po folwarku i dworze Moniuszków, pozostała jedynie kępa drzew i ślady fundamentów nielicznych budynków. Na miejscu starego cmentarza, przy drodze pozostał jedynie fragment kamienia grobowego Ewy z Woyniłłowiczów Moniuszko, ufundowanego przez Czesława w 1861 roku, spod którego to kamienia wyrosła rozłożysta wierzba.

### Szkoły w Radkowszczyźnie i Pocieczole
Dominik Moniuszko był masonem i wielkim filantropem. Uwłaszczył swoich chłopów na początku lat 30. XIX wieku, dzieląc swoje ziemie na części po 3 włóki z łąką i lasem każda. Każdej rodzinie chłopskiej przydzielił własną działkę, zachęcając do budowania własnych folwarków, którymi mogliby zarządzać. Utrzymywał siebie i finansował swoje inne inicjatywny jedynie z niewielkiego czynszu dzierżawnego. Pozostawił sobie tylko niewielką część majątku. Wprowadził również instytucję sądów wiejskich, do których zaprosił włościan (z prawem apelacji do dziedzica), oraz zniósł kary cielesne, zastępując je innymi karami, nie naruszającymi godności karanych (praca przymusowa, kary pieniężne, wynagrodzenie krzywd).
W 1824 roku Dominik uruchomił w swoich majątkach dwie szkoły dla wiejskich dzieci: dla chłopców w Radkowszczyźnie i dla dziewcząt – w pobliskiej Pocieczole (obecnie Paciczowa, biał. Пацічова), należącej również do jego majątku.
Aleksander Jelski w 1900 roku opisywał tak te szkoły:

Oba te zakłady były urządzone według ostatniego słowa nauki jak może nigdy przedtem i potem w kraju; duszą ich był sam założyciel, obcujący po ojcowsku nietylko z uczącą się młodzieżą, ale i z jej rodzinami. Przy obu szkołach założono piękne ogrody, zawierające plantacye roślin leczniczych i wzniesiono szpitalik z apteką pod zarządem d-ra medycyny Dominika Poźniaka (potem praktykującego w Mińsku litewskim). W męskim oddziale w Radkowszczyźnie znajdowało się laboratorium chemiczne pod kierunkiem uczonego przyrodnika i farmaceuty Ściborowskiego wykształconego fachowo w Paryżu (następnie właściciela apteki w Mińsku). Istniały nadto przy szkole Radkowskiej: doborowa biblioteka, gabinet fizyczny, zbiór globusów i map. Dzieci całkiem początkujące uczono pisać na piasku w ogrodzie patyczkiem, a następnie piórem na papierze. Klas w obu wydziałach było po dwie z programem dość szerokim, wykładano bowiem oprócz religii: rachunki, języki polski i ruski, nawet geometryę wraz z miernictwem praktycznem, geografię, tudzież historyę krajową, nauki przyrodnicze, uczono nadto gimnastyki, sztuki felczerskiej, ogrodnictwa, pszczelarstwa, hodowli zwierząt domowych, gospodarstwa i różnych rzemiosł pożytecznych, jak: stolarstwo, koszykarstwo, powroźnictwo, kołodziejstwo, rymarstwo i t. d. Dobór nauczycieli był nader staranny, przyczem sam Moniuszko prowadził różne wykłady osobiście w szkole i na przechadzkach z dziećmi, rozniecając światło myśli dokoła. Zadaniem jego było tak ukształcić swych kmiotków, aby umieli sobie dać samodzielnie radę w życiu, to też istotnie wieś jego cała zmieniła się w dobrobycie i oświacie do niepoznania, stanowiąc niby oazę żyzną wśród nędznego otoczenia. (...) zakłady Moniuszki poczęły wydawać ukształconych wieśniaków do takiego stopnia, że jednym z najzdolniejszych nauczycieli w Radkowszczyźnie został włościanin Andrzej Klinicki. Czcigodny ten starzec żył jeszcze w ósmym dziesiątku lat b. s. [bieżącego stulecia] i zostawał na stopie przyjaciela całej rodziny Moniuszków; był on żywą kroniką działalności obywatelskiej p. Dominika, który przez swą fenomenalną dobroczynność dla ludu, wyzbywszy się z fortuny prawie, cierpiał często niedostatek. Rzecz stała się tak głośna, że wreszcie zwrócił uwagę rząd i z rozporządzenia Cesarza Mikołaja został wydelegowany generał Strogonow dla obejrzenia zakładów Moniuszki.
Wizytator ten, będąc zachwycony zarówno szkółkami, jak i osobą samego założyciela, dał o Moniuszce świadectwo najchlubniejsze. Atoli w roku 1838 polecono szkoły zamknąć, w roku zaś 1840 «Tygodnik petersburski» podał opis zakładu pocieczolskiego, wychwalając myśl wzniosłą, założyciela.

Nauka w szkołach Dominika Moniuszki była zaprojektowana według nowoczesnych, zachodnich metod nauczania Pestalozziego i Bella-Lancastera. Obejmowała dwuletni okres nauki. Dokumentację obu szkół trzymano we dworze w Szypianach należącym również do majątku Moniuszków. Majątek w Szypianach, wraz z Pocieczołą, otrzymała Paulina Moniuszko, bratanica Dominika i na początku drugiej połowy XIX wieku, wychodząc za Leona Wańkowicza, wniosła te majątki do rodziny męża.